# Eugène Labiche
Eugène Labiche (Párizs, 1815. május 5. – Párizs, 1888. január 23.) francia drámaíró.

## Értékelése
A maga idejében a polgárság kedvence, a 19. század egyik legnépszerűbb francia drámaírója volt. Művei mára csaknem elveszítették hatásukat.

### Élete, művei
Párizsi polgár fia. Mintadiák volt – a Lycéé Concordet-ba járt, aztán a jogi egyetemre – 1834-ben vizsgázott jogból, majd beutazta Olaszországot. Ezután váratlanul újságírónak állt. 1839-ben kiadatta egyetlen regényét, de fél évre rá kivonatta a forgalomból.
Első darabja Monsieur de Collyon (Collyon úr, 1841), ezután rövid komédiákat, baletteket, vaudeville-eket (rövid komédiák, énekbetétekkel) írt, állandó szerző volt a Palais Royalban. Első nagy sikere Un Jeune Homme Pressé (A fiatalembernek sietős, 1848) az egyik legjobb francia vígjáték. Un Chapeau de Paille d'Italie (Olasz szalmakalap, 1851) című darabja él még igazán korai darabjai közül. Ezután leköltözött Souvigny-en-Sologne-ba, Orléanstól délre, csak a darabjai bemutatójára járt Párizsba. Ebből a környezetből vette mellékalakjait. 1860-ban bírónak választották a faluba. 1864-ben Moi (Én, 1864) című színművével aratott nagy sikert a Comédie-Française-ben. 1880-ban a Francia Akadémia tagja lett.
Sokkal a halála előtt már mint az első számú komédiaírót tartották számon az egész kontinensen. Ma is él még egynéhány darabja, a fentiek kivételével: Célimare (1863), Le Grammaire (Nyelvtan, 1867), Les Trente Millions de Gladiators (A gladiátor 30 milliója, 1875), Le Prix Martin (Martin-díj, 1876).

### Technikája
Labiche alakjai nevetséges helyzetekbe kerülnek. Ritkán viselkednek ilyenkor értelmesen; egyáltalán Labiche nem valami intellektuális szerző. Bár alakjait néhány vonással felvázolja, a pszichologizálás nem erős oldala. Típusai: az öregember, elsősorban humorforrás; kereskedők, farmerok: ők voltak jobbára a közönség is. Labiche ezeknek az embereknek a prüdériáját, nyereségvágyát teszi nevetségessé. A fiatalabb figurák sóhajtozó, ájuldozó hölgyek, feleségek, akik ellenállhatatlanoknak hiszik magukat, és fiúk akik „különbözni akarnak egymástól”. Labiche néhány keserű hangvételű darabja nem volt sikeres szerzőjük életében. Ma mégis ezeket értékelik leginkább az életművéből.

## Magyarul
- Eugèn Labich–Eugèn Musː A kompanisták. Vígjáték; ford. Feleki József; Pfeifer, Pest, 1871 (A Nemzeti Színház könyvtára)
- Ajánlott levél. Vígjáték egy felvonásban; ford. Adorján Sándor; Singer és Wolfner, Budapest, 1885
- Cravachon őrnagy. Vígjáték; Pfeifer, Budapest, 1889 (Műkedvelők színpadja)
- A nászutazás. Vígjáték; Pfeifer, Budapest, 1889 (Műkedvelők színpadja)
- Vasárnap délután. Vígjáték; ford. Adorján Sándor; Singer-Wolfner, Budapest, 1889
- Marc Michel–Eugèn Labich: Az idegesek. Bohózat; átdolg. Ilosvai Hugó; Vass, Budapest, 1898 (Fővárosi színházak műsora)
- Eugèn Labich–Alfred Delacour: A persely. Bohózat öt felvonásban; ford. Góth Sándor; Vass, Budapest, 1898 (Fővárosi színházak műsora)
- Port hint a világ szemébe. Vígjáték; ford. László Elek; Szvoboda Ny., Csíkszereda, 1900
- Hol a hozomány? Bohózat két felvonásban; ford. Dezső József; Müller Ny., Budapest, 1908 (A Műkedvelő)
- Eugèn Labich–Mélesville: A betörő. Vígjáték; ford. Hevesi Sándor; Rényi, Budapest, 1910 (A Műkedvelő)
- Bosszantani veszélyes. Bohózat; Világvárosi Regények, Budapest, 1934 (A műkedvelő)
- Ilyen a világ / Gyilkosság a Maxime utcában / Leánykérés éjjel kettőkor; Komédiák; ford., bev. Végh György, rend. tanácsok Dániel Ferenc; NPI, Budapest, 1969 (Színjátszók kiskönyvtára)
- Jövendőbelink / Tragikus hirtelenséggel / Akasztófavirág / Aludj el!; in: Untat a hivatal. Francia bohózatok; ford., bev. Végh György; NPI, Budapest, 1975 (Thália könyvtár)